# 공기 우물

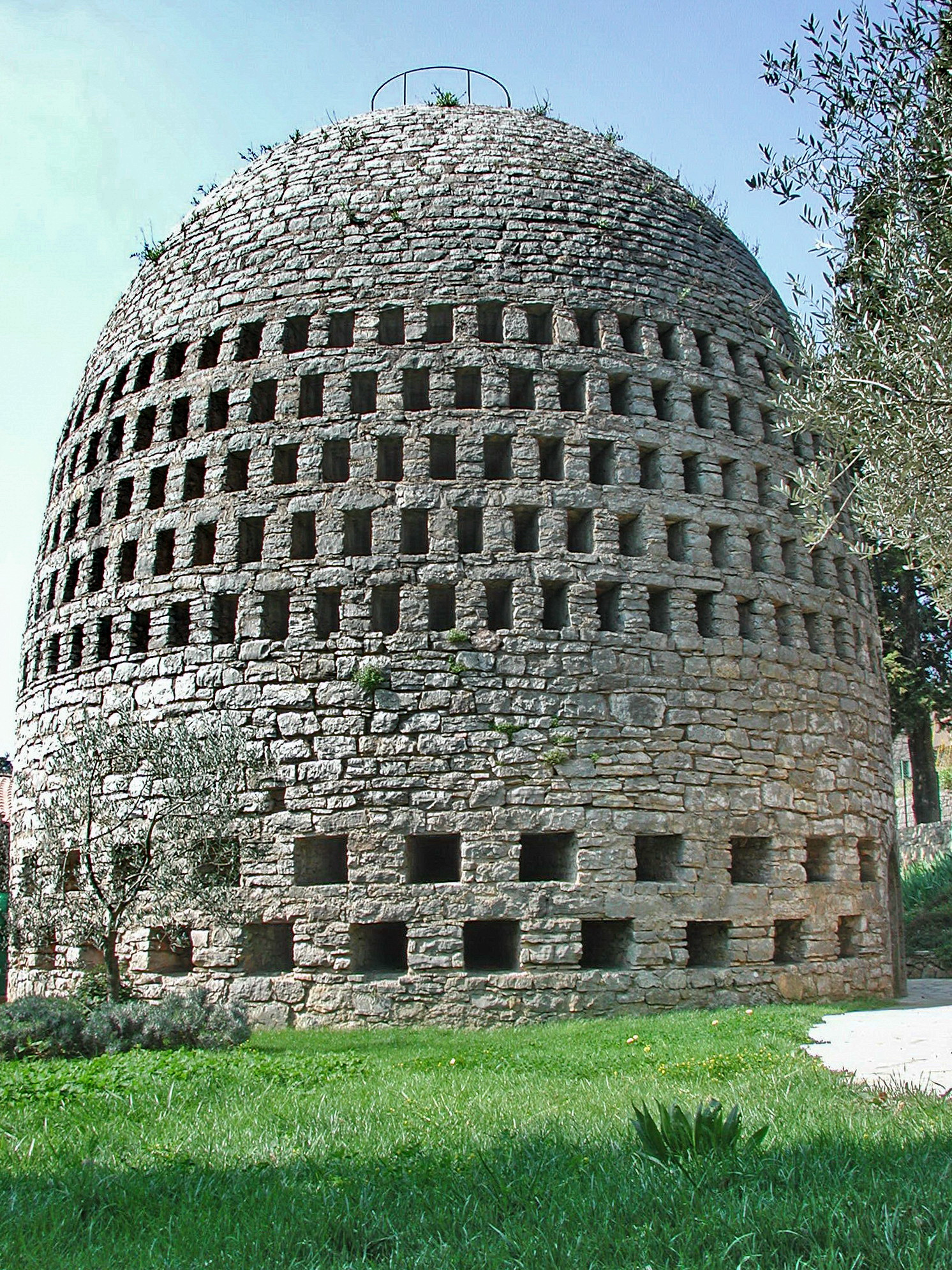
트란스 앙 프로방스에 위치한 벨기에 공학자 아힐 크나펜의 고질량 공기 우물

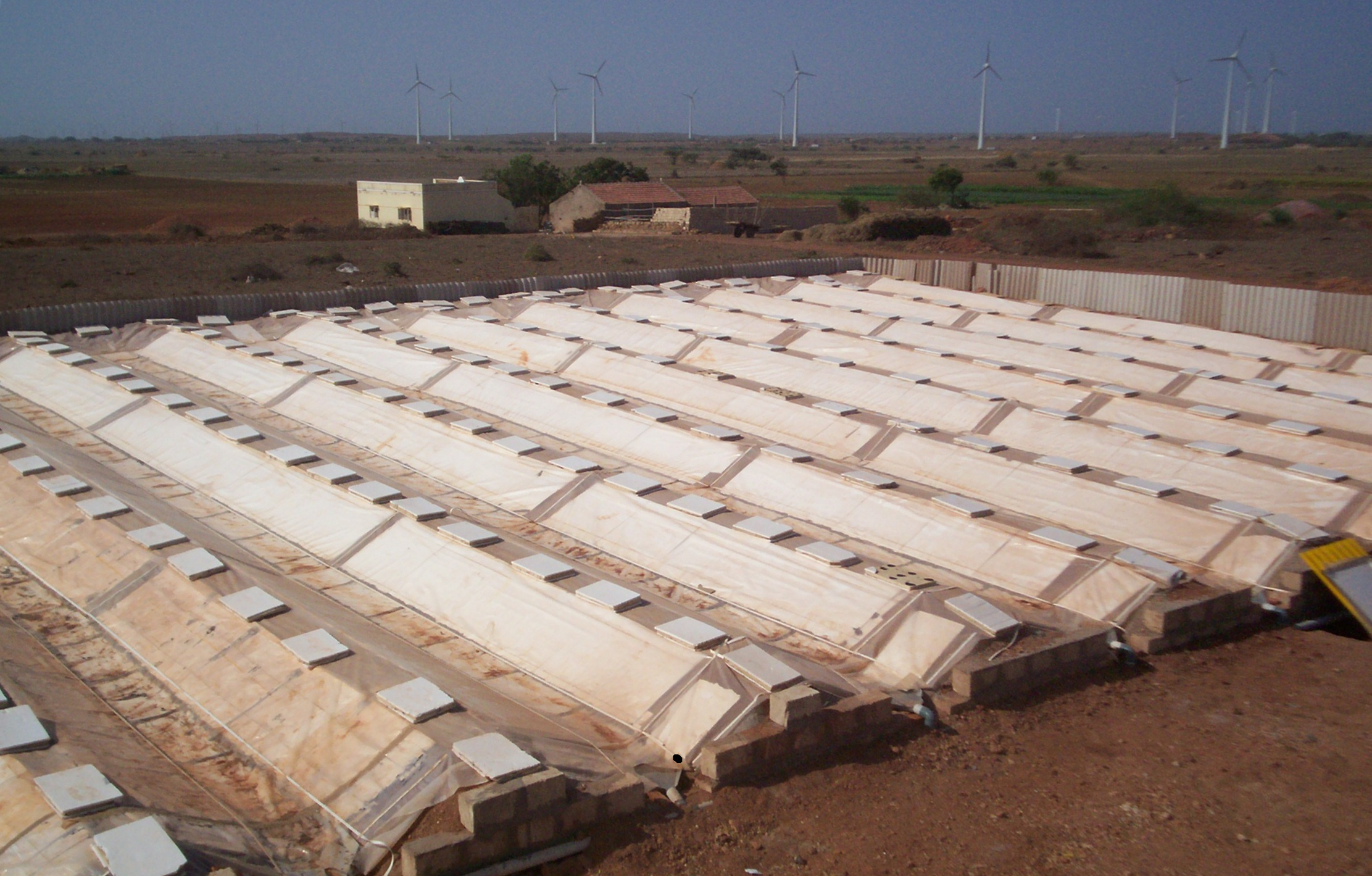
인도 북부의 550 m2 의 복사냉각식 응축기.

공기 우물(air well) 또는 공중 우물(aerial well)은 공기중의 수분이 응축되는 것을 촉진하여 물을 모으는 구조물이나 장치를 뜻한다. 공기 우물의 설계는 다양하지만, 제일 단순한 설계는 완전히 수동적이고, 외부의 에너지원에 의존하지 않으며 거의, 또는 전혀 움직이는 부분이 없다.
크게 세 가지의 설계가 공기 우물에 사용되는데, 육중한 것, 복사냉각을 이용하는 것, 능동적인 것으로 분류된다.
- 고질량 공기 우물 : 20세기 초반에 사용되었지만, 이 접근 방식은 실패했다.[3]
- 복사냉각을 이용하는 저질량 공기 우물 : 20세기 후반 이후에 개발되었으며, 이전의 방식보다 훨씬 효과적이라는 것이 증명되었다.[3]
- 능동적인 공기 우물 : 이것들은 제습기와 동일한 방식으로 수분을 모은다. 이러한 설계는 잘 작동하지만 외부의 에너지를 필요로 하여 특별한 환경을 제외하면 비경제적이다. 새롭고 혁신적인 설계들은 능동적인 응축기가 필요로 하는 에너지를 최소화하거나 재생 가능 에너지를 활용하는 방안을 강구한 것들이다.[4]

## 배경

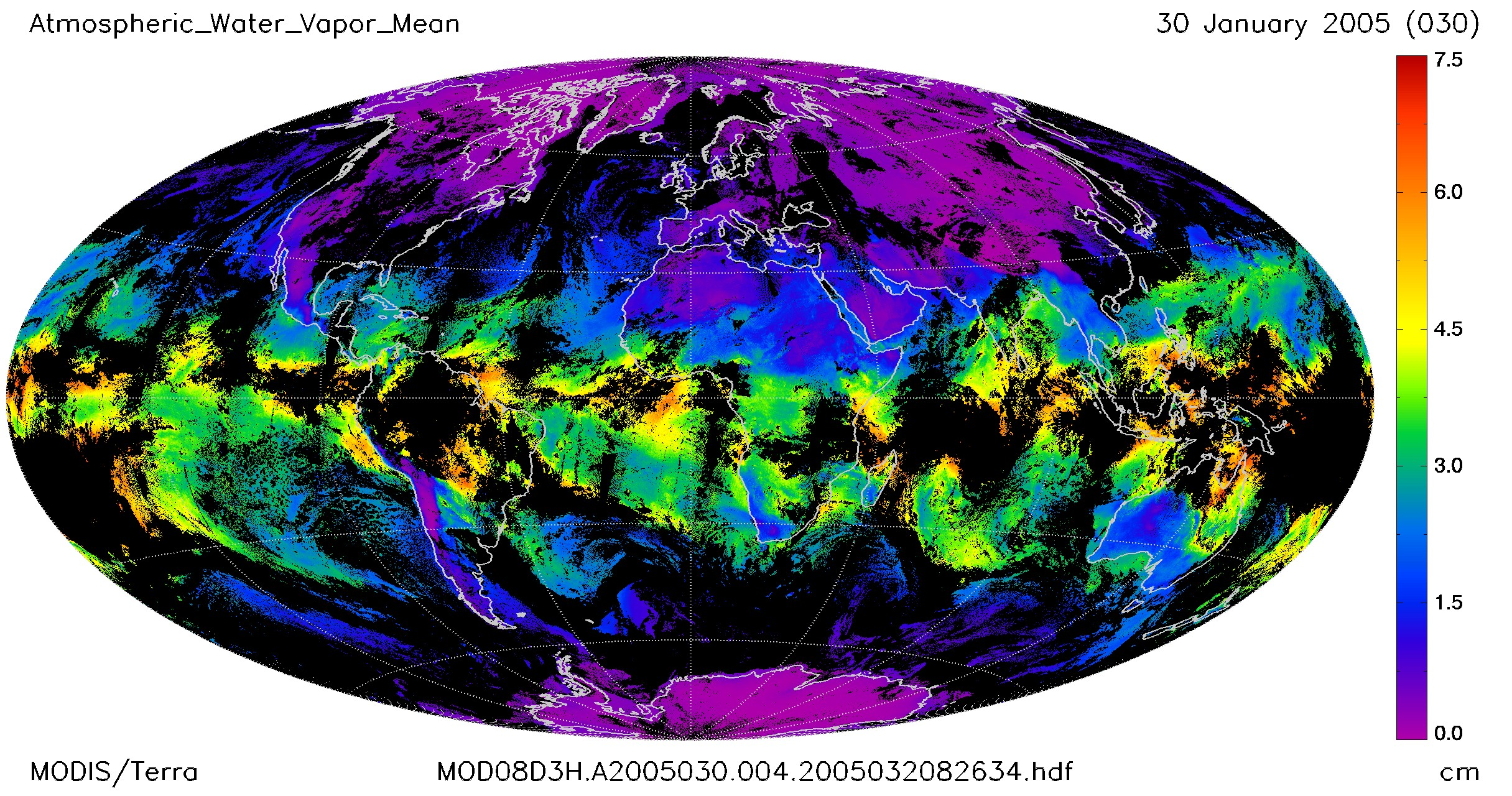
2005년 1월 30일의 지구 대기 수증기. 북반구는 겨울, 남반구는 여름이다.

모든 공기 우물의 설계에는 이슬이 형성될 정도로 온도가 충분히 낮은 기질이 포함된다. 이슬은 대기 중의 수증기가 구조물에 응축될 때 자연적으로 발생하는 강수의 형태다. 이것은 안개와는 다른데, 안개는 공기 중의 입자 주위에 응결된 미세한 물방울로 이루어지기 때문이다. 응축은 수분 수집이 지속되기 위해 사라져야 하는 잠열을 방출한다.
공기 우물은 공기 중의 수분을 필요로 한다. 세계의 모든 곳은, 심지어 사막에서도, 주변의 대기는 최소한 약간의 물을 함유한다. 베이센스Beysens와 밀리모크Milimouk에 따르면, "대기는 12,900 세제곱킬로미터 (3,100 cu mi)의 깨끗한 물을 함유하고 있으며, 98%의 증기와 2%의 응집된 물(구름)으로 구성된다. 사람이 거주하는 지역의 재활용 가능한 수자원 (12,500 km3) 에 필적하는 수치이다." 공기 중에 증기로서 함유된 물의 양은 일반적으로 상대습도로 보고되고, 이는 온도에 의존한다. 따뜻한 공기는 더 차가운 공기보다 더 많은 수증기를 함유할 수 있다. 공기가 이슬점까지 냉각되면 포화 상태가 되어 수분이 적당한 표면에 응축된다. 예를 들어 대기의 온도가 20 °C (68 °F)이고 상대습도가 80%인 경우 이슬점은 16 °C (61 °F)이다. 상대습도가 50%이면 이슬점은 9 °C (48 °F)로 떨어진다.
관련이 있지만 상당히 거리가 먼 대기의 수분을 채취하는 기술로 안개 그물이 있다.
공기 우물과 이슬 연못 dew pond을 혼동해서는 안 된다. 이슬 연못은 가축에 물을 공급하기 위한 인공적인 연못이다. 이슬 연못dew pond (구름 우물cloud pond, 안개 우물mist pond)이라는 이름은 연못이 공기에서 유래한 수분으로 채워진다는 널리 알려진 믿음에서 유래했다. 사실, 이슬 연못은 주로 빗물로 채워진다.
암석 멀칭은 건조한 지역의 농작물의 생산을 크게 늘릴 수 있다. 제일 돋보이는 사례는 카나리아 제도에서 찾아볼 수 있다. 란사로테섬은 연간 140 밀리미터 (5.5 in)의 비가 내리며, 항구적인 강은 존재하지 않는다. 그럼에도 상당히 많은 농작물이 화산암 멀칭을 사용하여 자라날 수 있는데, 이러한 기법은 1730년의 화산 폭발 이후 발견되었다. 누군가는 암석 멀칭의 효과가 이슬을 생산하는 데 있다고 생각한다. 이 발상은 어떤 사상가들에게 영감을 불어넣었지만, 그 효과가 대단한 것 같지는 않다. 오히려 식물들은 그들의 잎에서 직접적으로 이슬을 흡수할 수 있으며, 암석 멀칭의 주된 이점은 토양에서 손실되는 물의 양을 줄이고 잡초와의 경쟁을 없애는 것이다.

## 역사
20세기 초반에, 많은 발명가들이 육중한 수집기를 실험했다. 주목할만한 사람들은 러시아 공학자인 (때때로 프리드리히 지볼트Siebold라 불린) 프리드리히 지볼드, 프랑스의 생태기후학자 레옹 샤프탈, 독일계 호주 연구자 볼프 클라파커와 벨기에 발명가 아힐 크나펜이 있다.

### 지볼드의 수집기

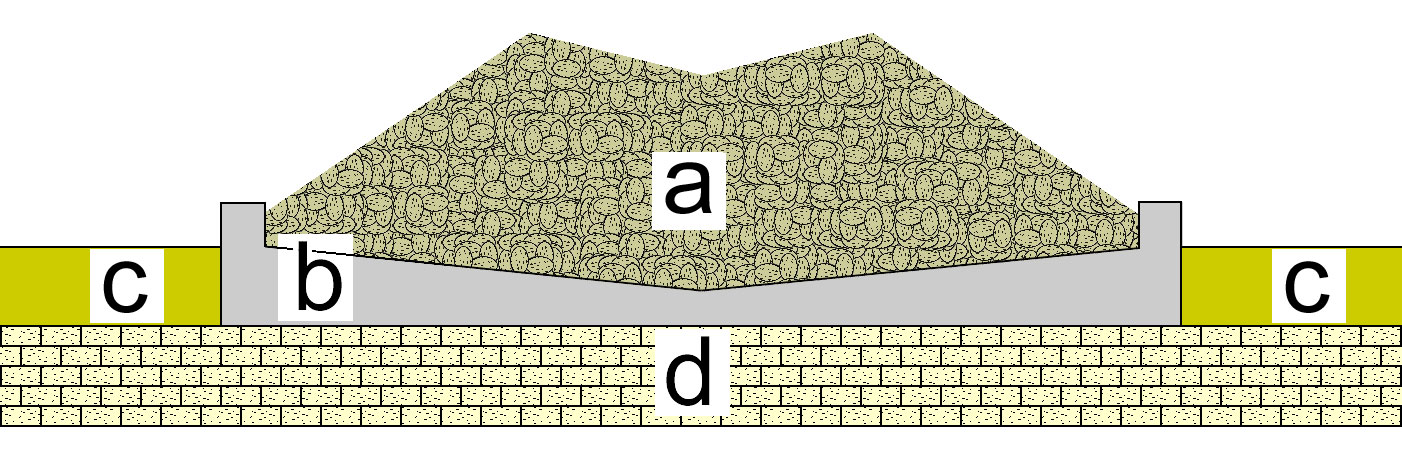
지볼드의 이슬 응축기를 가로지르는 단면도. (a)는 지름이 기반에서 20 m, 꼭대기에서 8 m 에 달하는, 해변의 자갈로 쌓은 꼭대기가 잘린 원뿔 모양의 구조물이다. (b)는 콘크리트 접시다; 그림에서는 나타나지 않은 파이프가 그릇의 밑바닥에서 집수 지점으로 물을 옮긴다. (c)는 지면이고 (d)는 자연적인 석회암 기반이다.

1900년에 페오도시야의 고대 비잔틴 도시 유적의 근방에서, 이 지역을 담당했던 수목관리원이자 공학자였던 지볼드는 13개의 돌무더기를 발견했다. 각각의 돌무더기는 900 제곱미터 (9,700 ft2) 이상을 뒤덮었고, 높이는 10 미터 (33 ft) 에 달했다. 도시의 우물과 분수로 이어지는 직경 75-밀리미터  (3.0 in) 의 테라코타 관들의 잔해가 같이 발견되었다. 지볼드는 돌무더기들이 페오도시야에 수분을 공급하는 응축기였다고 결론지었다. 그리고 각각의 공기 우물이 하루에 55,400 리터 (12,200 imp gal; 14,600 US gal) 이상을 생산했을 것이라고 계산했다.
그의 가설을 검증하기 위해 지볼드는 테오도시야의 고대 유적지 근처의 산 테페-오바의 고도 288 미터 (945 ft) 의 장소에 돌무더기 응축기를 건설했다. 지볼드의 응축기는 배수 기능이 있는 접시 모양의 수집 영역을 높이 1 미터, 너비 20 미터의 벽으로 둘러싼 형태를 띠었다. 그는 직경 10–40 센티미터 (3.9–15.7 in)의 조약돌을 사용해 꼭대기의 지름이 8 미터 (26 ft), 높이가 6 미터 (20 ft)인 끝부분이 잘린 고깔 모양의 구조물 형태를 쌓아올렸다. 돌무더기의 모양은 돌 사이의 열접촉을 최소화하고 돌 사이사이에 공기가 잘 흐르도록 한다.
지볼드의 응축기는 1912년에 작동하기 시작했는데, 지볼드는 당시에 공식적으로 생산량을 측정하지 않았으며 후에 하루에 최대 360 리터 (79 imp gal; 95 US gal)를 생산했을 것으로 평가되었다. 기반에서 물이 새어나가게 되어 1915년에 실험을 중단하였고, 실험 장소는 버려지기 전에 부분적으로 해체되었다. (이후 실험장소는 1993년에 다시 발견되어 완전히 정리된다.) 지볼드의 응축기는 이전에 발견된 고대의 돌무더기와 거의 같은 크기였고, 그 생산량은 원래의 구조물에서 측정한 것보다 훨씬 적었지만, 이러한 실험은 훗날의 개발자들에게 영감을 주었다.

### 샤프탈의 수집기
지볼드의 작업에 영감을 받아, 샤프탈은 1929년에 몽펠리에 근처에 작은 공기 우물을 지었다. 샤프탈의 응축기는 밑변의 넓이가 3 미터 (9.8 ft)에 높이가 2.5 미터 (8 ft 2 in)인 피라미드형의 구조물이었으며, 직경 7.5 센티미터 (3.0 in)인 석회암 조각으로 8 세제곱미터 (280 cu ft) 만큼 채워졌다. 작은 구멍들이 피라미드의 꼭대기와 바닥에 뚫렸다. 이 구멍들은 공기의 흐름을 조절해야 할 때 개폐될 수 있었다. 구조물은 밤에 냉각되었고, 해가 떠 있을 때 따뜻하고 습한 공기가 안으로 들어왔다. 석회석 조각 위에 이슬이 형성되었고 지면 아래의 저장소에 수집되었다. 획득한 물의 양은 대기의 상태에 따라 하루에 1 리터 (0.22 imp gal; 0.26 US gal)에서 2.5 리터 (0.55 imp gal; 0.66 US gal)까지 요동했다.
샤프탈은 그의 실험을 성공적이라고 생각하지 않았다. 그는 1946년에 응축기에서 손을 뗄 때 응축기를 망가뜨렸는데, 아마 그가 부적절한 응축기를 방치하여 후에 공기 우물에 대한 연구를 지속할 수 있는 사람들을 잘못 인도하기를 원하지 않았던 것 같다.

### 클라파커의 수집기
볼프 클라파커는 1920년대부터 1930년대까지 베를린에서 일한 성공한 화학자였다. 이 시기 동안, 그는 유고슬라비아와 아드리아해의 비스섬에서 몇 가지 형태의 공기 우물을 시험했다. 클라파커의 작업은 지볼드와 천 년 전에 아랍어를 사용하여 기록을 남겼으며 팔레스타인에서의 수분 응축기의 사용을 언급한 유명한 유대인 학자 마이모니데스에게서 영감을 받았다.

클라파커는 굉장히 단순한 설계를 가지고 실험했다. 산의 경사면의 영역은 정리되었고 물이 새지 않는 표면으로 평탄하게 덮였다. 경사면은 기둥이나 마루에 의해 지지되는 단순한 캐노피로 가려졌다. 구조물의 측면은 밀폐되었지만, 경사의 꼭대기와 바닥은 개방되었다. 경사면은 밤에 차가워지고, 해가 떠 있을 때 습기가 포획되어 평탄한 경사면을 따라 흐를 것이었다. 이 체계는 확실히 작동했지만 비쌌고, 클라파커는 마침내 석조 구조물에 기반한 좀 더 작은 설계를 적용했다. 이 설계는 슈가로프 모양의 건물이었는데, 높이는 15 미터 (49 ft)에 벽의 두께는 2 미터 (6 ft 7 in) 이상이었고, 바닥과 꼭대기에 구멍들이 있었다. 외벽은 높은 열용량을 부여하기 위해 콘크리트로 만들어졌고, 내부의 표면은 사암과 같은 다공성 물질로 만들어졌다. 클라파커는 이렇게 발언했다.
| “ | 건물은 낮에 물을 생산하고 밤에 스스로를 식힌다. 태양이 뜨면, 더 차가운 공기가 바깥으로 빠져나감에 따라 따뜻한 공기가 위의 구멍을 통해 건물 안으로 유입되고, 차가운 표면에 닿아 냉각되고, 내재한 수분이 응축되어 흘러내려서 지하의 어딘가에 모아진다. 이 과정이 낮에만 작동하여 이슬을 머금는다고 생각한다면 오산이다. 내부의 표면은 생각보다 훨씬 차가워진다. 달마티아에서, 그 날은 물을 생산하는 데 실패한 드문 예외였다. | ” |

클라파커의 응축기의 발자취가 잠정적으로 밝혀졌다.
1935년에 볼크 클라파커와 그의 부인 마리아는 오스트레일리아로 이주했다. 클라파커가 이민을 결심한 이유는 아마 주로 마리아가 나치 정권과 마주한 결과였을 것이다. (그들의 말로는 영국보다) 호주에 살기로 한 그들의 결정에는 이슬 응축기를 개발하고자 하는 볼프의 열망이 영향을 끼쳤다. 건조한 기후 때문에, 호주는 신선한 물을 얻을 대체수단을 필요로 하며, 그가 런던에서 만난 남오스트레일리아의 주지사는 흥미를 표현했다. 클라파커는 식수를 공급받을 수 있는 수단이 없는 쿡의 작은 마을에 응축기를 설치하자는 제안을 했다. 쿡에서, 철도 회사가 이전에 커다란 석탄 동력 능동적 응축기를 설치했었지만, 그것은 가동시키기에는 엄두를 내지 못 할 만큼 비쌌고, 물을 공수해오는 게 더 쌌다. 하지만 호주 정부는 클라파커의 제안을 거절했고, 그는 이 프로젝트에 대한 흥미를 잃었다.

### 크나펜의 공중 우물
건물에서 습기를 제거하는 체계에 종사했던 크나펜은 샤프탈의 작업에 영감을 받아 프랑스의 트랑스 앙 프로방스의 높이 180 미터 (590 ft)의 언덕에 야심차게 큰 puits aerien(공중 우물aerial well)을 건설하기 시작했다. 크나펜의 이슬탑은 1930년에 건설되기 시작해 1년 반이 걸렸다. 이것은 오늘날에도 어느 정도 허물어진 상태이긴 하지만 여전히 서있다. 응축기는 건설되는 동안 다소의 사람들의 흥미를 유발했다.
탑은 높이가 14 미터 (46 ft)이며 공기를 내부로 들이기 위해 많은 구멍이 있는 3 미터 (9.8 ft) 두께의 육중한 석조 벽을 가진다. 탑의 내부에는 콘크리트로 만든 육중한 기둥이 있다. 밤에는 구조물 전체가 시원해질 수 있고, 낮에는 따뜻하고 습한 공기가 높은 곳의 구멍을 통해 구조물 안으로 들어오고, 냉각되고, 내려가서, 낮은 곳의 구멍을 통해 건물을 빠져나간다. Knapen의 의도는 물이 시원한 내부의 기둥에 응축되도록 하는 것이었다. 응축 표면은 거칠어야 하고 표면장력은 응축된 물이 떨어지기에 충분할 정도로 낮아야 한다는 샤프탈의 발견을 바탕으로, 중앙 기둥의 겉표면에는 돌출된 점판암 판이 박혀있었다. 점판암은 구조물 밑바닥의 웅덩이로 이슬이 떨어지도록 하기 위해 거의 수직에 가깝게 배치되었다.
불행히도, 공중우물은 원했던 성능을 성취한 적이 없었고 하루에 몇 리터 이상을 생산하지 않았다.

### 이슬 이용을 위한 국제적인 조직

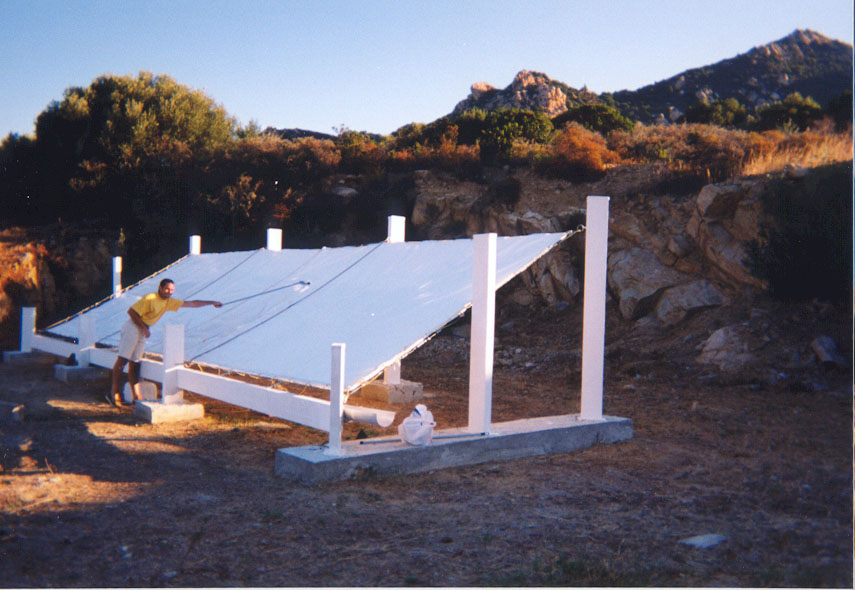
코르시카의 큰 OPUR 이슬 응축기

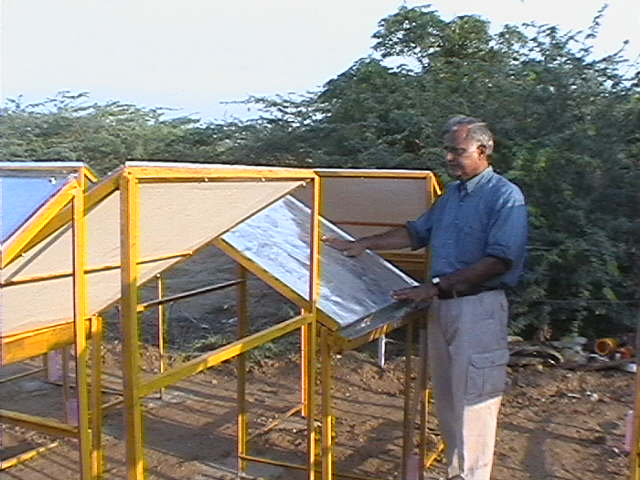
아라비아 해안 근방의 인도 북서부의 코타르 마을의 장소에서 이루어진 복사형 이슬 응축기의 테스트

20세기 말까지, 이슬이 어떻게 응축되는 지에 대한 공학적인 이해도가 크게 높아졌다. 통찰의 열쇠는 재빨리 열을 복사하여 식어버리는 가벼운 수집기가 제일 잘 작동한다는 것이었다. 많은 연구자들이 이 방식을 연구했다. 1960년대 초반에, 폴리에틸렌 막을 단순한 골조로 지지하여 견고한 텐트 모양을 이루는 방식으로 만들어진 이슬 응축기들이 식물에 관개하기 위해 이스라엘에서 사용되었다. 이러한 수집기로부터 극소량의 강수량과 이슬을 공급받은 묘목들은 그러한 지원을 받지 못한, 여름에 전부 말라죽은 통제집단보다 훨씬 잘 살아남았다. 1986년에 특별한 금속 호일로 만들어진 뉴멕시코의 응축기는 어린 묘목을 부양하기에 충분한 물을 생산했다.
1992년에 프랑스의 교수들의 모임은 물리학자 다니엘 베이센스가 어떻게 고대 테오도시아가 이슬 응축기로부터 물을 얻어냈는지에 관한 일화를 발표한 우크라이나의 응집물질 컨퍼런스에 참석했다. 교수들은 흥미가 동하여 1993년에 그 장소를 방문했다. 그들은 지볼드가 이슬 응축기라고 생각한 언덕들은 사실 봉분 (고대 테오도시아의 공동묘지의 일부분)이며 파이프들은 중세시대에 만들어졌고 언덕의 건설과는 관련이 없다고 결론지었다. 그들은 지볼드의 응축기의 잔해를 찾아내어 깔끔히 정리했고 꼼꼼히 조사했다. 지볼드의 응축기는 확실히 잘 작동했지만, 사실 결과는 전혀 명확하지 않았고, 안개의 영향으로 응축기의 수집량이 크게 늘어났을 수도 있었다. 지볼드의 응축기가 잘 작동했다면, 아마 언덕의 표면에 가까운 돌들이 지면에서 열적으로 고립되어 있었고 밤에 열기를 잘 발산할 수 있다는 사실 때문이었을 것이다; 하지만 응축기는 지볼드가 예상한만큼 수분을 생산한 적이 없었다.
열정이 불붙은 모임은 프랑스로 돌아가서 이슬을 물을 얻을 수 있는 대체수단으로 활용하고자 하는 명확한 목표를 가지고 국제이슬활용협회 (OPUR)를 설립했다.
OPUR는 산업 환경 하의 이슬 응축의 연구를 시작했다. 그들은 특별한 소수성 막을 개발했고, 코르시카의 30 제곱미터 (320 ft2) 넓이의 응축기를 포함하여 시범적인 설치를 실험했다. 응축 표면의 질량은 열기를 보유하지 못하도록 최대한 가볍게 해야 하며, 단열층을 통해 원하지 않는 열기의 방사로부터 응축기를 보호하여야 하고, 표면이 소수성을 띄어서 응축된 수분을 즉시 흘릴 수 있어야 한다는 것과 같은 필수적인 통찰이 있었다.
그들이 그들이 만든 실용적인 응축기를 처음으로 설치하기 위한 준비가 되었을 때, 그들은 구성원 중 하나인 기르쟈 샤란이 인도 코타라에 이슬 응축기를 건설해도 된다는 허락을 얻었다는 것을 들었다. 샤란은 2001년 4월에 잠시 머물던 쿠치의 건조한 해안 지역의 토란 비치 리조트에서 전원 주택의 지붕에 응축 현상이 곧잘 일어난다는 것을 우연히 알아챘다. 그는 이후 수년 간 이러한 현상을 자세하게 조사했고 지역 주민들과 이야기를 나눴다. 샤란과 그의 팀은 구자라트 에너지 개발부와 세계은행으로부터 자금을 지원받아 쿠치의 건조한 해안 지역에 사용하기 위한 수동형 복사냉각 응축기를 개발하기 시작했다. 적극적인 상업화는 2006년에 시작되었다.
샤란은 다양한 물질을 실험했고 아연도금 철과 알루미늄 판에서 좋은 결과를 얻었지만, 두께가 400 마이크로미터 (0.016 in)에 불과하며 OPUR에 의해 개발된 특별한 플라스틱의 판이 금속 판보다도 훌륭하게 작동하며 더 싸다는 것을 발견했다. OPUR 포일이라고 알려진 이 플라스틱 막은 친수성이며 폴리스티렌에 이산화티타늄과 황산바륨을 섞어 만든 것이다.

## 종류
공기 우물에서 수분을 수집하는 히트 싱크의 설계에는 세 가지의 이론적인 접근 방식이 있다. 20세기 초에는 육중한 공기 우물이 주로 쓰였지만, 거대한 구조물의 건설을 포함하는 많은 실험에도 불구하고, 이 접근 방식은 틀렸다는 것이 증명되었다.
20세기 후반 이후로, 가볍고 열기를 잘 복사하는 수집기에 대해 많은 실험이 행해져왔다. 이것들은 훨씬 성공적이라는 것이 증명되었다.

### 고질량식
고질량 공기 우물의 설계는 큰 질량의 석조 구조물이 미풍이나 자연적인 대류로 인하여 들어오는 시원한 밤의 공기를 통해 냉각되는 것을 노렸다. 낮에는 태양의 온기가 공기의 습도를 높인다. 해가 떠있을 때 습한 공기가 공기 우물 안으로 들어오면, 습기가 응축되어 이전에 냉각된 석조 구조물의 표면에 이슬이 맺힌다. 제대로 작동한 고질량 수집기는 없었고, 크나펜의 공중우물은 그 중에서도 특히 눈에 띄는 것이었다.

고질량 수집기의 문제는 열기를 최대한 제거하도록 보장하기 위해 설계되었음에도 밤에 열기를 충분히 제거할 수 없다는 것이다. 어떤 사상가들이 어쨌든 지볼드가 옳았을 수 있다고 믿어왔던 반면, 건조 환경 저널Journal of Arid Environments의 기사는 왜 이러한 종류의 고질량 응축기 설계가 유용한 양의 물을 생산하지 못하는지에 대해 논했다.
| “ | 우리는 다음과 같은 사항들을 강조하고 싶다. 응축이 일어나려면 응축기의 암석의 온도가 이슬점보다 낮아야 한다. 안개가 없을 때는 이슬점은 언제나 대기의 온도보다 낮다. 지질학적인 데이터는 날씨가 안정적일 때 이슬점 (공기의 수분 성분의 지표) 이 변하지 않는다는 것을 보여준다. 그래서 바람은 응축기의 작동을 보장할 정도로 응축기를 냉각시킬 수 없다. 또다른 냉각 현상 —복사 냉각 — 이 일어나야 한다. 그래서 응축기가 복사 냉각 현상으로 인해 냉각되어 공기 중의 수분이 응축될 수 있는 시간대가 밤인 것이다. 이슬점이 급격하게 상승하여 돌무더기 안의 암석의 온도를 뛰어넘는 일은 굉장히 드물다. 때때로 이러한 현상이 일어나면 이슬은 얼마 지나지 않아 풍부하게 발생한다. 이는 L. 챠프탈과 A. 크나펜의 뒤이은 시도가 어쩌다 한 번씩 높은 생산량을 보인 것을 설명해준다. [원문과 동일한 부분을 강조함] | ” |

고대의 공기 우물이 몇몇 자료에서 언급되지만 증거가 빈약하고 이것들의 존재에 대한 지속적인 믿음은 도시전설의 성격을 가진다.

### 복사냉각식

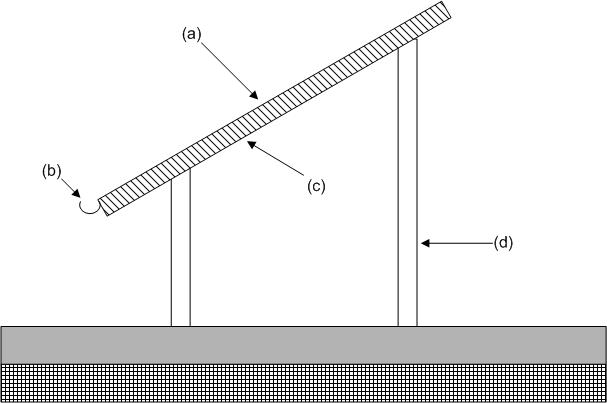
방사성 수집기의 도식. (ㄱ) 열기를 복사하는 응축기, (ㄴ) 수분을 모으는 홈통, (ㄷ) 하부의 단열층, (ㄹ) 받침대.

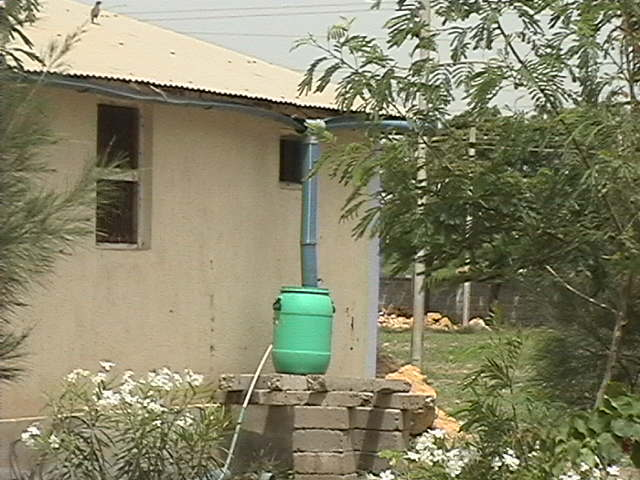
이것과 같은 금속 지붕으로 덮인 구조물은 단지 홈통과, 생산량을 늘리기 위한 하부의 단열층을 추가하면 이슬을 수확하는 데 사용할 수 있다. 단열 처리 없이는 생산량은 플라스틱 응축기의 절반에 불과하다.

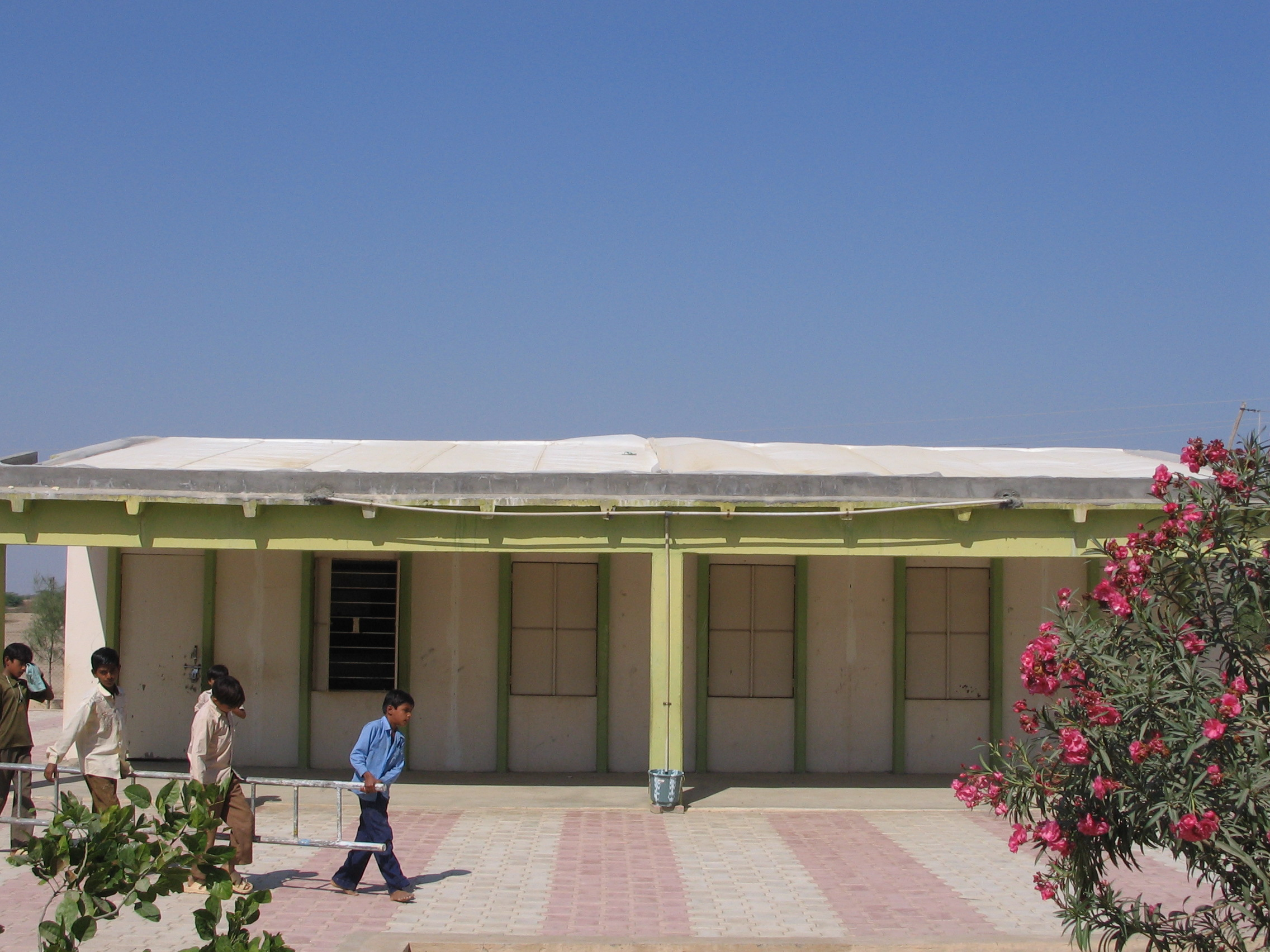
지붕 위에 설치하는 응축기의 예시. 응축기는 특별한 특성을 지닌 플라스틱 막으로 만들어졌으며, 막과 콘크리트 지붕 표면의 사이에 단열층이 깔려있다. 이것은 인도 쿠치 사라야의 학교 건물 위에 설치되었다. 금속 지붕과는 다르게, 콘크리트 지붕은 어떠한 처리도 없다면 응축을 촉발하지 않아서 외부의 응축기를 필요로 한다. 이러한 응축기의 결과물은 단순한 금속 지붕보다 두 배 가까이 많다.

복사냉각식 공기 우물은 밤하늘에 열방사를 통해 기질을 냉각하기 위해 개발되었다. 기질은 질량이 낮아 열기를 가둘 수 없으며, 땅을 포함한 어떤 질량과도 열적으로 격리되어 있다. 전형적인 복사냉각식 수집기의 응축면은 지면과 30°의 각도를 이룬다. 응축면은 스티로폼 등의 단열 물질로 이루어진 두꺼운 층으로 뒷받침되며, 지면에서 2–3 미터 (7–10 ft) 정도 높이로 지지된다. 이러한 응축기는 간편하게 낮은 건물의 지붕 끝에 설치되거나 단순한 틀로 지탱될 수 있다. 다른 높이에서는 대개 아주 잘 작동하지는 않지만, 지면 가까이나 2층 건물의 위에 설치하는 것이 비용이 적게 들거나 편리하다.
이 문서의 첫 부분에 묘사된 600 제곱미터 (6,500 ft2)의 복사냉각식 응축기가 지면 근처에 지어졌다. 응축기가 설치된 인도의 북서부 지역은 일년에 8개월 동안 이슬이 발생하고, 응축기는 거의 백일의 이슬이 맺히는 밤 동안 계절 내내 이슬물을 15 밀리미터 (0.59 in) 씩 수집하였다. 응축기는 한 해에 학교에서 사용할 수 있는 총 9,000 리터 (2,000 imp gal; 2,400 US gal) 의 식수를 생산한다.
납작한 설계가 단순함의 이점을 가지고 있지만, 뒤집힌 피라미드와 고깔 모양 같은 다른 설계가 확연하게 더 효과적일 수 있다. 이는 아마도 설계가 아래의 대기에서 복사되는 불필요한 열기로부터 응축기 표면을 보호하고, 이것들이 대칭적이기 때문에 바람의 방향에 민감하지 않기 때문일 것이다.
새로운 재질로 더욱 훌륭한 수집기를 만들 수 있다. 이러한 재질 중 하나는 공기 중에서 추출한 수분만을 이용해 생존하는 나미브 사막 딱정벌레에게서 영감을 받았다. 이 딱정벌레의 등딱지는 미세한 돌기로 뒤덮여있다는 것이 밝혀졌다. 돌기의 끝은 친수성이고 돌기 사이는 소수성이다. 매사추세츠 공과대학교의 연구자들은 교차하는 소수성 물질과 친수성 물질을 결합한 직조된 표면을 만들어내어 이러한 성질을 모방하였다.

### 능동식
능동적인 대기 수분 수집기는 기계적인 냉장의 상업화 이후로 사용되어왔다. 본질적으로, 열교환기를 이슬점 아래로 냉각시키기만 해주면 물은 생산될 것이다. 이러한 물 생산은 부산물, 잠재적으로 불필요한 것, 제습으로서 일어날 수 있다. 예를 들면 두바이의 부르즈 칼리파의 냉방 체계는 연간 15백만 미국 갤런 (57,000 m3)의 물을 생산하는 것으로 평가되며 이는 탑 주변의 식물들에 관개하는 데 쓰인다.

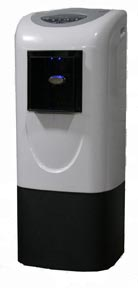
상업적으로 생산된 가정용 대기 수분 응축기.

기계적인 냉방이 에너지 집약적이기 때문에, 능동적 수집기가 효과적인 장소는 낮은 비용으로 제염되거나 정화될 수 있는 물의 공급이 없고 신선한 물을 운송해오는 게 비경제적일 정도로 충분히 먼 곳으로 제한된다. 그러한 환경은 일반적이지 않고, 1930년에 남오스트레일리아주의 쿡에서 시도된 것과 같은 거대한 수집기조차도 가동 비용 때문에 실패했다. 물을 먼 거리에서 운송해오는 게 더 쌌다.
규모가 작은 경우, 편리함이 비용을 능가할 수 있다. 대기에서 몇 리터의 식수를 생산하는, 사무실에서 사용되도록 설계된 다양한 종류의 기계들이 있다. 하지만 대기를 제외하면 정말로 물을 구할 길이 없는 환경도 있다. 예를 들면, 1930년대에 미국의 설계자들은 비행선에 응축 체계를 설치했다. 이 경우에 공기는 엔진의 배기가스로서 배출되며 그래서 연소의 부산물로서 생산된 물 또한 함유하고 있다. 습기는 수집되고 연료가 사용됨에 따라 줄어드는 무게를 벌충하기 위한 부수적인 바닥짐으로서 사용된다. 이러한 방식으로 바닥짐을 모음으로서, 비행정의 부력은, 비싸고 공급하기 어려운 헬륨가스를 배출할 필요 없이 상대적으로 균일하게 유지될 수 있다.
좀 더 최근에는, 국제우주정거장에서 즈베즈다 모듈에 습기 조절 체계가 장착되어 있는 것을 볼 수 있다. 이 물은 평소에는 물을 산소와 수소로 전기분해하는 일렉트론 체계에 공급되지만 비상시에는 식수로 사용할 수 있다.
능동적 응축기에 필요한 에너지를 최소화하기 위한 수많은 설계가 있다.
- 한 가지 방법은 공기를 지하에 매설된 관으로 끌어당겨 지면을 히트 싱크로 사용하는 것이다.[52] 이는 응축이 심각한 문제로 간주되는 건물에서, 지면 튜브로도 알려진 지열교환기를 이용해 찬 공기를 공급하는 방식을 통해 종종 이루어진다.[53] 이러한 설계의 주된 문제점은 지하의 튜브가 오염될 수 있으며 청소하기 힘들다는 것이다. 이러한 종류의 설계는 팬에 의해 파이프를 따라 유입되는 공기가 필요하지만, 필요한 동력은 풍력 터빈에 의해 공급되거나 보충될 수 있다.[54]

- 차가운 해수는 온실같이 생긴 구조의 내부를 냉각시키고 가습하기 위해 해수 온실에 사용된다. 냉각은 굉장히 효과적이어서, 내부의 식물들이 줄어든 증산으로 이득을 볼 뿐만 아니라, 이슬이 구조물의 외부에서 응집되어 손쉽게 홈통에 모일 수 있다.[5]
- 대기 수분 응축기의 또 다른 종류는 잔잔한 온도에서 대기 중의 수분을 흡수하는 제습제를 사용하여 상대 습도가 14%에 불과할 때조차 수분을 추출할 수 있게 한다.[55] 이러한 종류의 체계는 비상 시에 안전한 음용수를 공급할 때 굉장히 유용하다는 것이 밝혀졌다.[56][57] 다시 사용하고 싶다면 제습제를 가열하면 된다.[58] 어떤 설계에서는 태양이 에너지 재생산을 뒷받침했다. 밤에는 공기가 자유롭게 환기되어 제습제 바닥이 수분을 흡수한다. 해가 떠있을 때, 구내는 폐쇄되고, 온실효과가 온도를 높이고, 증기는 태양열 제염 웅덩이에서 부분적으로 방출되고 차가운 부분에 응축되어 수집된다.[5]

- 프랑스 회사는 최근에 내장된 기계적인 냉각 체계에 동력을 공급하기 위해 30킬로와트급 발전기를 사용하여 수분을 응축하는 작은 풍력 터빈을 설계했다.[59]

## 같이 보기
- 이슬못
- 안개 수집
- 그로아시스 워터박스
- 빗물 집수

## 참고 문헌
- Atmospheric water generator 대기 수분 응축기
- Condensation trap 응축 포획기
- 이슬 연못
- 안개 수집
- 그로아시스 워터박스
- 빗물 집수
- Solar chimney 태양 굴뚝
- Solar still 태양 증류기
- Watermaker 워터메이커

### 메모
1. 1 2  Sharan 2007.
2. 1 2  Popular Science 1933.
3. 1 2 3 4 5 6  Beysens 등. 2006.
4. 1 2 3 4 5 6 7 8  Nelson 2003.
5. 1 2 3 4 5 6  Beysens & Milimouk 2000.
6. ↑  Nikolayev 등. 1996, 23–26쪽.
7. ↑  “What Exactly Is The Dew Point?”. 《Weather Savvy》. 2010년 12월 1일에 원본 문서에서 보존된 문서. 2010년 9월 10일에 확인함.
8. ↑  Oxford English Dictionary: "dew-pond"
9. ↑  Pugsley 1939.
10. ↑  Pearce, Fred (2006년 9월 9일). “The Miracle of the Stones”. 《New Scientist》: 50–51.
11. 1 2 3 4  Nikolayev 등. 1996, 4쪽.
12. ↑  Based on diagram by Nikolayev et all, 1996
13. ↑  Nikolayev 등. 1996, 20–23쪽.
14. ↑  Hills 1966, 232쪽.
15. 1 2 3  Klaphake 1936.
16. ↑  Sharan 2006, 72쪽.
17. ↑  “In Croatia” (PDF). 《OPUR Newsletter》. OPUR. April 2003. 2010년 9월 11일에 원본 문서 (PDF)에서 보존된 문서. 2010년 9월 10일에 확인함.
18. ↑  Neumann 2002, 7쪽.
19. 1 2  Klaus Neumann. “Wolf Klaphake – Immigrant or refugee”. 《Uncommon Lives (National Archives of Australia)》. 2011년 2월 18일에 원본 문서에서 보존된 문서. 2010년 9월 10일에 확인함.
20. ↑  Klaus Neumann. “Trans-Australian Railway photograph of a condenser cooler at Cook, 10 December 1917”. 《Uncommon Lives (National Archives of Australia)》. 2011년 2월 18일에 원본 문서에서 보존된 문서. 2010년 9월 10일에 확인함.
21. 1 2  Klaus Neumann. “Wolf Klaphake – A rainmaker?”. 《Uncommon Lives (National Archives of Australia)》. 2011년 2월 18일에 원본 문서에서 보존된 문서. 2010년 9월 10일에 확인함.
22. ↑  “British Knapen – The Early Years” (PDF). ProTen Services. 2009년 5월 9일에 원본 문서 (PDF)에서 보존된 문서. 2010년 9월 10일에 확인함.
23. ↑  Prevention Of Damp in Buildings. The Manchester Guardian, 27 February 1930 p. 6 column F.
24. ↑  “ProTen Services Celebrates 80 Years of Service” (PDF). ProTen Services. 2010년 5월 24일에 원본 문서 (PDF)에서 보존된 문서. 2010년 9월 10일에 확인함.
25. ↑  “Well Like Gigantic Ant Hill Gathers Water from Air”. 《Popular Mechanics》 (Hearst Magazines) 58 (6): 868. December 1932. 2010년 9월 10일에 확인함.
26. ↑  "Air Well Waters Parched Farms" Popular Science, March 1933
27. ↑  Achile Knappen. “Improved means for collecting moisture from the atmosphere”. European Patent Office. 2009년 5월 5일에 원본 문서에서 보존된 문서. 2010년 9월 10일에 확인함.
28. ↑  Sharan 2006, 70쪽.
29. ↑  Sharan 2006, 22쪽.
30. ↑  Gindel 1965.
31. ↑  Nikolayev 등. 1996.
32. ↑  “OPUR Ou la Conquete de la Rosee – OPUR or The Conquest of Dew” (프랑스어, 영어). OPUR. 2010년 9월 7일에 원본 문서에서 보존된 문서. 2010년 9월 10일에 확인함.
33. ↑  Muselli, Beysens & Milimouk 2006.
34. ↑  Sharan 2006, 20–28쪽.
35. ↑  Sharan 2006, Acknowledgement section.
36. ↑  Mukund, Dixit; Sharan, Girha ( 1 April 2007). “Leveraged Innovation Management: Key Themes from the Journey of Dewrain Harvest Systems” (PDF). Indian Institute of Management Ahmedabad, India. 14 June 2011에 원본 문서 (PDF)에서 보존된 문서. 10 September 2010에 확인함.
37. ↑  Sharan 2006, 27쪽.
38. ↑  Alton Stewart & Howell 2003, 1014쪽.
39. ↑  “Pyramid Power”. 《Popular Science》 (Bonnier Corporation) 241 (4): 30–31. October 1992. 2010년 9월 10일에 확인함.
40. ↑  Pearce, Fred (2005년 4월 16일). “Pyramids of dew”. 《New Scientist》 (2495).
41. ↑  Sharan, Girja. “Dew Yield From Passive Condensers in a Coastal Arid Area – Kutch” (PDF). 2쪽. 14 June 2011에 원본 문서 (PDF)에서 보존된 문서. 10 September 2010에 확인함.
42. ↑  Sharan 2006, 20–39쪽.
43. ↑  Sharan 2006, 40–59쪽.
44. ↑  Sharan 2006, 20쪽.
45. ↑  Parker, A. R. & C. R. Lawrence (2001). “Water capture by a desert beetle”. 《Nature》 414 (6859): 33–34. Bibcode:2001Natur.414...33P. doi:10.1038/35102108. PMID 11689930.
46. ↑  Harries-Rees, Karen (2005년 8월 31일). “Desert beetle provides model for fog-free nanocoating”. 《Chemistry World News》 (Royal Society of Chemistry). 2010년 9월 10일에 확인함.
47. ↑  Pawlyn, Michael (November 2010). “Using nature's genius in architecture (at 7:45)”. 《TED》. 2쪽. 2011년 2월 11일에 원본 문서에서 보존된 문서. 2011년 2월 14일에 확인함.
48. ↑  “Yeti Air-Conditioning-12”. 《Everest》. 2011년 3월 15일에 확인함.
49. ↑  “Burj Khalifa: Towering challenge for builders”. GulfNews.com. 2010년 1월 4일. 2011년 1월 25일에 원본 문서에서 보존된 문서. 2011년 1월 12일에 확인함.
50. ↑  Allen 1931, 37쪽.
51. ↑  “Zvezda”. 《The ISS: Continued Assembly and Performance》. NASA. 2010년 8월 25일에 원본 문서에서 보존된 문서. 2010년 9월 10일에 확인함.
52. ↑  Lindsley, E.F. (January 1984). “Airwell extracts Pure Water From the Air”. 《Popular Science》 (Bonnier Corporation) 224 (1). 2010년 9월 10일에 확인함.
53. ↑  David Darling. “Earth Cooling Tube”. 《The Encyclopedia of Alternative Energy and Sustainable Living》. 2010년 9월 10일에 확인함.
54. ↑  US patent 4351651, Courneya, Calice, G., "Apparatus for extracting potable water", issued 1980-12-06
55. ↑  Audrey Hudson (2006년 10월 6일). “Making Water From Thin Air”. 《Wired》. 2010년 7월 31일에 원본 문서에서 보존된 문서. 2010년 9월 10일에 확인함.
56. ↑  Sher, Abe M. “Advanced Water Technologies”. Aqua Sciences. 2010년 9월 17일에 원본 문서에서 보존된 문서. 2010년 9월 10일에 확인함.
57. ↑  Cartlidge 2009, 26–27쪽.
58. ↑  Cartlidge 2009, 16쪽.
59. ↑  “Eolewater”. 2017년 10월 24일에 원본 문서에서 보존된 문서. 2011년 10월 7일에 확인함.